# آن پائولوچی
آن پائولوچی (انگلیسی: Anne Paolucci; ۳۱ ژوئیهٔ ۱۹۲۶ – ۱۵ ژوئیهٔ ۲۰۱۲) نویسنده، و شاعر اهل ایالات متحده آمریکا بود.